# Манчестерская бойня

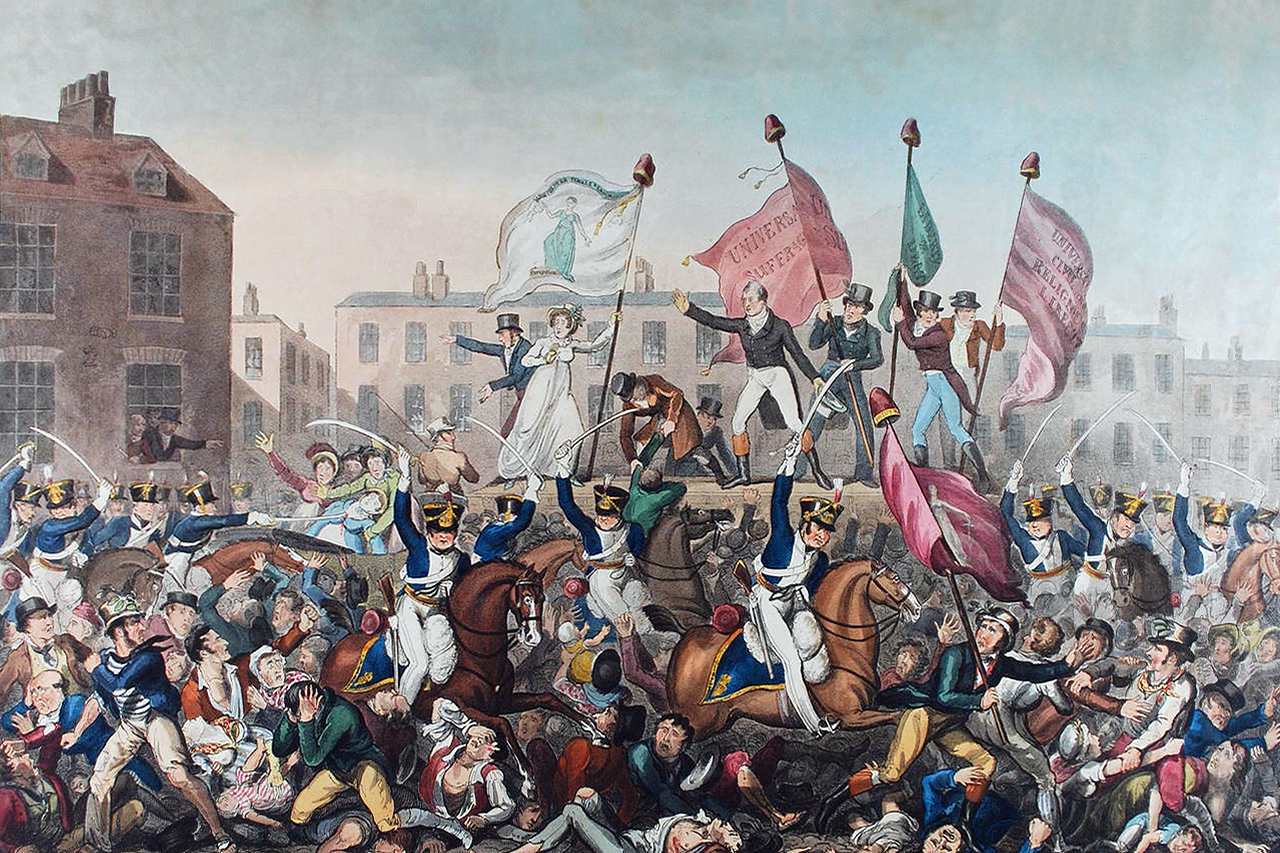
Манчестерская бойня на картине Ричарда Карлайла

Манчестерская бойня (англ. Manchester Massacre); в англоговорящих странах более известна как бойня при Петерлоо (англ. Peterloo Massacre) — столкновение гражданских лиц и оратора Генри Ханта с полицией и гусарами после митинга, на котором были выдвинуты требования предоставления всеобщего избирательного права. События произошли 16 августа 1819 года. В результате столкновений по разным оценкам погибло от 11 до 15 человек и ранено от 400 до 700 человек. Столкновения произошли на площади святого Петра в Манчестере, Англия.

## История
Фабриканты надеялись на оживление покупательской активности и изготовили очень много товаров. В конце концов, рынки переполнились и случилась промышленная депрессия. Джон Рассел, который опирался на партию вигов, выступал за умеренные реформы; радикалы же, включая первых суфражисток во главе с Мэри Филдс, требовали введения всеобщего избирательного права. В итоге 16 августа в Манчестере прошёл грандиозный по масштабам митинг. Власти имели желание подвергнуть аресту оратора Ханта; сначала для этого они использовали местную конную милицию, а после обратились к гусарам, которые атаковали толпу. В итоге несколько человек погибло, многие получили ранения. Повсюду стало выражаться возмущение так называемой «Манчестерской бойней»; больше всего протестов было в Йоркшире; там аристократы-либералы вставали на защиту низов населения.
Когда парламент начал обсуждение билля «о шести постановлениях», виг Тирни крикнул: «Правительство только и думает о том, как бы применить грубую силу. Оно не желает соглашений, никакого примирения. Здесь царит только сила, сила и ничего, кроме силы!» Главные действия репрессивного законопроекта заключались в домашних обысках с целью находки спрятанного оружия, аресте мятежных и богохульных пасквилей; в случае же повторения подобного, авторов ссылали; также законопроект ограничил права собраний, начал распространять для брошюр гербовые сборы; до этого к сбору относились только лишь газеты. Джордж Каннинг, который в то время положил начало своей эволюции либерализма, так высказался о новом законопроекте: «Печально видеть, как к уже существующим ограничительным законам прибавляются ещё новые». Невзирая на то, что присутствовала оппозиция, билль прошёл.
Одним из непосредственных последствий событий стало основание прогрессивной газеты «Манчестер гардиан» (The Manchester Guardian, ныне «Гардиан») после того, как полиция закрыла более радикальный The Manchester Observer, освещавший бойню (основатель газеты Джон Эдвард Тэйлор был её свидетелем). Находившийся в Италии Перси Биши Шелли, узнав о трагедии, откликнулся на неё стихом «Маскарад анархии» (The Masque of Anarchy). Однако это сочинение, призывавшее к борьбе и возмездию, так и не было опубликовано вплоть до 1832 года, через десять лет после смерти поэта. В этом произведении он в частности писал:
Восстаньте ото сна, как львы,

Вас столько ж, как стеблей травы,

Развейте чары тёмных снов,

Стряхните гнёт своих оков,

Вас много — скуден счёт врагов!

## В культуре
К 200-летней годовщине событий в 2018 году снят художественный фильм «Петерлоо» режиссёра Майка Ли.